# ミネソタ日本語補習授業校
ミネソタ日本語補習授業校（ミネソタ にほんご ほしゅうじゅぎょうこう）はアメリカ合衆国ミネソタ州ミネアポリス市の隣エダイナ市にある補習授業校である。1978年に創立され、現在エダイナ市にある公立学校の校舎を借用して土曜日に授業を行っている。